# 佳基夫卡 (文尼察州)
48°28′30″N 29°55′25″E / 48.47500°N 29.92361°E
佳基夫卡（羅馬化：Diakivka）是位於烏克蘭西部文尼察州海辛區朱林卡市鎮的村莊，始建於1730年，面積13.84平方公里，海拔高度186米，2001年人口670，人口密度每平方公里48.41人。